# 9704 Georgebeekman
9704 Georgebeekman (5469 T-2) là một tiểu hành tinh vành đai chính.